# Dennis Collander
Dennis Collander, né le 9 mai 2002 à Västerås en Suède, est un footballeur suédois qui évolue au poste de milieu relayeur à l'Hammarby IF.

## Biographie

### En club
Né à Västerås en Suède, Dennis Collander commence le football au Skiljebo SK (en). En janvier 2019, il rejoint l'Örebro SK. Il joue son premier match en professionnel lors d'une rencontre de championnat face à l'IK Sirius, le 5 juillet 2020. Il entre en jeu lors de cette rencontre perdue par son équipe (2-1).
Le 10 février 2021, Collander prolonge son contrat avec Örebro jusqu'en 2023.
Le 26 juillet 2021, Collander inscrit son premier but en professionnel, lors d'une rencontre de championnat face à l'AIK Solna. Titulaire au poste d'ailier droit, il ouvre le score, mais les deux équipes se neutralisent (1-1 score final).
Le 12 janvier 2022, Dennis Collander s'engage en faveur de l'Hammarby IF. Il signe un contrat courant jusqu'en juillet 2026,. 
Il joue son premier match sous ses nouvelles couleurs le 8 mai 2022, lors d'une rencontre de championnat face au Kalmar FF. Il entre en jeu à la place de Mads Fenger et son équipe s'incline par deux buts à zéro.

### En sélection
Dennis Collander marque son premier but pour l'équipe de Suède des moins de 17 ans le 7 août 2018, lors d'une défaite contre la Finlande (1-4 score final). Il est retenu avec cette sélection pour participer au championnat d'Europe des moins de 17 ans en 2019. Lors de ce tournoi organisé en Irlande, il joue deux matchs et officie comme capitaine. Son équipe est éliminée dès la phase de groupe, celle-ci ayant perdu ses trois matchs.
Le 3 juin 2021, Dennis Collander joue son premier match avec l'équipe de Suède espoirs. Il entre en jeu à la mi-temps de cette rencontre remportée par son équipe sur le score de deux buts à zéro.